# 尚志高等学校
尚志高等学校（しょうしこうとうがっこう）は、福島県郡山市大槻町にある学校法人尚志学園が運営する私立高等学校。

## 概要
旧校名時代から通称は「尚志（しょうし）」であった。旧校名時代の学校側公式略称としては「日女工」を用いていた。
「尚志」の語源は、中国古典の『孟子』の一節「何をか志を尚しとする　曰く仁義のみ」に由来する。ちなみに、創立者佐藤信がかつて学んだ旧制第二高等学校の校友会名も尚志である。
1964年、日本初の女子だけの工業高等学校「尚志学園女子工業高等学校」として設立された。1974年に地域社会の要望に応え普通科を併設、1990年には普通科特別進学コースに男子を受け入れ、1997年には普通科全体に男子へ門戸を開き、男女共学校となった。

## 沿革
- 1959年 - 佐藤信が私塾として福島高等予備校を福島市に設立。
- 1961年 - 学校法人尚志学園を設立。
- 1964年 - 日本で最初の女子だけの工業高校である「尚志学園女子工業高等学校」を郡山市に設立。学科は製図デザイン科・電子技術科・工業化学科を設置。
- 1965年 - 校名を日本女子工業高等学校に改称。
- 1971年 - 情報技術科を設置。
- 1974年 - 普通科を開設。
- 1990年 - 普通科の特進課程に男子生徒を受け入れ、校名を尚志高等学校に改称。
- 1997年 - 普通科全領域を男女共学とする。製図デザイン科・電子技術科・工業化学科・情報技術科を情報総合科に改編。[2]
- 1999年 - 通信制課程の普通科を開設。
- 2006年 - サッカー部が創部9年目で第85回全国高校サッカー選手権大会に初出場。
- 2011年 - サッカー部が第90回全国高校サッカー選手権大会ベスト4進出。
- 2018年 -  サッカー部が第97回全国高校サッカー選手権大会ベスト4進出。

## 設置課程
- 全日制課程
  - 普通科
    - 総合進学コース
    - 特別進学コース

  - 情報総合科（女子のみ）
- 通信制課程
  - 普通科

## 進路概況
旧日本女子工業高校時代は就職率100%を謳っていた。

## 部活動
- 体育系
  - ★硬式野球部（男子）
  - ★サッカー部
  - ★ハンドボール部
  - ★バスケットボール部
  - ★バレーボール部
  - ★ソフトボール部（女子）
  - ★ソフトテニス部
  - ワンダーフォーゲル部
  - ★卓球部
  - ★剣道部
  - ★柔道部
  - ★陸上部
  - ★弓道部
  - ★バドミントン部（女子）
  - 水泳部
  - ★空手道部

- 文化系
  - 茶道部
  - 演劇部
  - 吹奏楽部
  - 美術部
  - 写真部
  - インターアクト部
  - ユネスコ部
  - 漫画研究部
  - 自然科学部
  - 蜂の会
  - よさこい部
  - 応援団
  - サイエンス・ラボ部
  - 合唱部

★は強化指定部

## 施設
- 校内に男子寮と女子寮が設けられており、遠隔地からの進学者を受け入れている。
- 市内湖南地区の猪苗代湖ほとりに浜路キャンプ場があり、合宿等に用いられている。一般の利用も可能である。
- 校内には、椅子100席と自動販売機があるラウンジがあり、その中にBee Martと呼ばれる購買部が設けられており、休み時間はパンや飲み物を買いに、多くの学生が利用している。

## 交通
- JR郡山駅より福島交通バス利用尚志高校下車
  - 上記路線バスの他、学校自家保有のスクールバスが郡山駅・安積永盛駅と学校間を運行している。

## 著名な出身者

### サッカー関連
- 鈴木弾 - 元サッカー選手（元ベガルタ仙台所属）、明成高等学校へ転校
- 内山俊彦 - サッカー選手
- 山岸祐也 - サッカー選手
- 髙慶汰 - サッカー選手
- 松本雄真 - サッカー選手
- 染野唯月 - サッカー選手
- 阿部要門 - サッカー選手
- 神垣陸 - サッカー選手
- 常盤悠 - サッカー選手
- 中井崇仁 - サッカー選手
- チェイス・アンリ - サッカー選手
- 吉田泰授 - サッカー選手
- 加瀬直輝 - サッカー選手
- 安齋悠人 - サッカー選手
- 五十嵐聖己 - サッカー選手
- フォファナ・マリック - サッカー選手
- 伊藤綾汰 - サッカー選手

### 芸能関連
- 渡辺奈菜 - 元テレビユー福島アナウンサー
- 小湊愛巳 - テレビユー福島アナウンサー
- 丸山夏鈴 - アイドル、歌手

## 系列校
- 尚志幼稚園
- 尚志緑ヶ丘幼稚園
- 緑ヶ丘保育園
- 尚志学園専修学校
- 福島高等予備校